# Cozi Zuehlsdorff
Cozi Zuehlsdorff (* 3. August 1998) ist eine US-amerikanische Schauspielerin, Pianistin und Sängerin. Sie erlangte Bekanntheit für ihre Rolle als Hazel in Mein Freund, der Delfin.

## Karriere
Cozi Zuehlsdorff begann ihre Karriere im Alter von acht Jahren, als sie im Musical Annie die gleichnamige Hauptrolle im kalifornischen Aliso Viejo spielte. Später war sie auch in anderen Musicals zu sehen, beispielsweise als Dorothy in Der Zauberer von Oz oder als Charlie in Charlie und die Schokoladenfabrik. 2011 war ihr Kinodebüt in dem Film Mein Freund, der Delfin. Darin spielte sie Hazel Haskett, für deren Verkörperung sie 2012 für einen Young Artist Award nominiert wurde. 2013 hat sie wiederkehrende Rollen in zwei Disney-Serien inne, nämlich als Ocean in Liv & Maddie sowie als Jordan in Mighty Med. In der Fortsetzung von Mein Freund, der Delfin nimmt sie ihre Rolle aus dem ersten Teil wieder auf. Der Film wurde unter dem englischen Titel Dolphin Tale 2 seit Oktober 2013 gedreht und im September 2014 veröffentlicht.
Im November 2014 veröffentlichte sie ihre erste eigene EP namens Originals. Im folgenden Jahr lieferte sie den Gesang auf der Single The Girl des schwedischen Produzenten Hellberg.

## Filmografie
- 2011: Mein Freund, der Delfin (Dolphin Tale)
- 2013: Monday Mornings (Fernsehserie, Folge 1x02)
- 2013: Liv und Maddie (Liv and Maddie, Fernsehserie, 2 Folgen)
- 2013–2015: Mighty Med – Wir heilen Helden (Mighty Med, Fernsehserie, 11 Folgen)
- 2013–2016: Sofia die Erste – Auf einmal Prinzessin (Sofia the First: Once Upon a Princess, Fernsehserie, Stimme, 3 Folgen)
- 2014: Mein Freund, der Delfin 2 (Dolphin Tale 2)
- 2016: K.C. Undercover (Fernsehserie, Folge 2x13)
- 2017: Pure Country Pure Heart
- 2018: Freaky Friday – Voll vertauscht (Freaky Friday)
- 2022: Going Home (Fernsehserie)
- 2023: High School Musical: Das Musical: Die Serie (High School Musical: The Musical: The Series, Fernsehserie, Folgen 4x07 und 4x08)

## Diskografie
- 2014: Brave Souls (Mein Freund, der Delfin 2 – Soundtrack)[5]
- 2015: Hellberg – The Girl (Gesang)[6]
- 2016: Vicetone – Nevada (Gesang; US: Gold)[7]
- 2016: Rich Edwards – Where I'll Be Waiting (Gesang)
- 2017: Myrne – Confessions (Gesang)
- 2018: Vicetone – Way Back (Gesang)
- 2019: Aiobahn – Medusa (Gesang)